# 楠蒂阿区
楠蒂阿区（法語：Arrondissement de Nantua）是法国安省所辖的一个区。总面积899.6平方公里，总人口93485，人口密度104人/平方公里（2018年）。主要城镇为楠蒂阿。

## 辖区
楠蒂阿区辖有62个市镇。